# La Barthe-de-Neste
La Barthe-de-Neste település Franciaországban, Hautes-Pyrénées megyében. Lakosainak száma 1245 fő (2022. január 1.). La Barthe-de-Neste Lannemezan, Izaux, Avezac-Prat-Lahitte, Escala és Montoussé községekkel határos.

## Népesség
A település népességének változása:
| Lakosok száma | 1203 | 1223 | 1259 | 1227 | 1225 | 1224 | 1230 | 1234 | 1245 |
|               | 2013 | 2015 | 2016 | 2017 | 2018 | 2019 | 2020 | 2021 | 2022 |